# إخراج السجناء (إسبانيا)
إخراج السجناء يشار إليها بإيجاز في اللغة العامية في ذلك الوقت باسم (بالإسبانية: Sacas de presos ساكاس)‏. هي حالات عنف وقعت في السجون في أجزاء مختلفة من إسبانيا خلال حربها الأهلية (1936-1939)، وإن استمرت حتى السنوات الأولى من دكتاتورية فرانسيسكو فرانكو.
وتمثل الإجراء في إخراج السجناء بشكل جماعي ومنهجي من السجون بغرض اغتيالهم. حيث يفرزوا على أساس معايير العسكرية والدينية والاجتماعية والأصول إلخ. كانت هذه الأحداث من بين أكثر الأحداث إثارة للجدل والمثيرة للنقاش في الحرب الأهلية الإسبانية، وقد جرت في كلا الجانبين. وانتشرت تلك الظاهرة بقوة نهاية 1936. مهما كان الأمر فقد كان أحد أشكال العنف المستخدمة أثناء الحرب، كما هي التنزه والتشيكا. كانت السابقة بلا شك التطبيق السخي للقتل شبه القانوني دون أمر الإحضار في شكل «قانون الهروب».